# Карселен, Роберто
Роберто Карселен (исп. Roberto Carcelen; род. 8 сентября 1970, Лима) — перуанский лыжник, участник Олимпийских игр в Ванкувере и в Сочи.

## Карьера
В Кубке мира Карселен никогда не выступал. Имеет на своем счету ряд стартов в Австрало-Новозеландском Кубке и Североамериканском Кубке, лучший результат в них 22-е место в гонке на 10 км свободным стилем в рамках Австрало-Новозеландского Кубка.
На Олимпийских играх 2010 года в Ванкувере занял 94-е место в гонке на 15 км свободным стилем.
На Олимпийских играх 2014 года в Сочи занял 87-е место в гонке на 15 км классическим стилем.
За свою карьеру принимал участие в двух чемпионатах мира, лучший результат 122-е место в спринте классическим стилем на чемпионате мира 2013 года.